# Voile latine
La voile latine est une voile triangulaire caractéristique des rivages de Méditerranée. Le nom provient de l'ancienne expression italienne vela latina dans laquelle l'adjectif latino a été utilisé probablement avec l'ancien sens de « facile, simple, aisé », commun à l'époque médiévale. La navigation sous voile latine a été inscrite à l'inventaire du patrimoine culturel immatériel en France  en 2018.

## Description

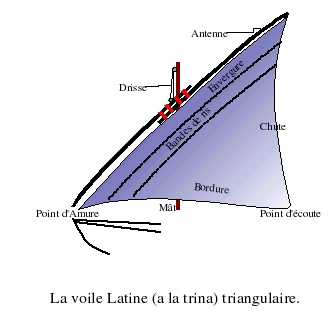
Schéma d'une voile latine.

La voile latine a été utilisée sur tous types d'embarcations, depuis les modestes pointus jusqu'aux plus lourds dromons byzantins. Son gréement est ici composé d'une vergue appelée antenne.
L'antenne, longue et mince, qui croise le mât en oblique est composée généralement de deux parties qui sont liées entre elles par des roustures. Ces deux pièces sont nommées la penne et le  quart encore nommé car, carneau, carnau; ce dernier constitue la partie inférieure, il est plus rigide que la penne.
L'antenne descend jusqu'à l'avant du bateau, où elle est fixée (point d'amure). Les bandes de ris sont hautes et parallèles à l'antenne. Il n'y a pas de bôme.
Le principal avantage de la voile latine par comparaison avec des voiles carrées ou à bôme est de pouvoir, en actionnant le quart, déplacer le point d'amure et fonctionner en trois dimensions et en particulier se mettre par vent arrière perpendiculaire à la marche du navire.
Au virement de bord, il faudrait donc changer l'antenne de côté par rapport au mât pour conserver  un bon rendement. Dans les faits, il est très difficile, voire impossible de changer l'antenne de côté lors d'un virement de bord, car la longueur de la portion de l'antenne sur l'avant du mât est pratiquement toujours supérieure à la hauteur de ce même mât. cependant cette manœuvre de changement de côté appelée "gambillage" est pratiquée sur les petites embarcations inférieures à 10 mètres : face au vent lors du virement pour les gréement où l'emplanture du mat est au 1/3 avant (vètes, barquettes, rafiots...) en empannant et en faisant passer l'écoute de la voile devant le mât pour les barques catalanes. Lorsque l'antenne se trouve au vent, la voile est plaquée sur le mât, et son rendement est alors moindre.
La voile latine est le gréement traditionnel du pourtour méditerranéen, il arme la barquette marseillaise, la barque catalane, la bette, le caïque, le chébec, le boutre, la felouque, la gourse, le mourre de pouar, le pointu et la tartane. C'est aussi le premier gréement des caravelles qui sont parties faire les grandes découvertes maritimes. La taille de l'antenne étant limitée par le poids des bois utilisés, ce seront les voiles carrées qui armeront les bateaux plus grands et qui rendront la navigation plus sûre. Bien que la forme des carènes des navires utilisateurs de la voile latine n'ait été guère favorable à la navigation au près, l'efficacité de la voile latine pour remonter le vent au près n'a pas été égalée avant l'invention de la voile bermudienne (ou « gréement Marconi »).

## Origine

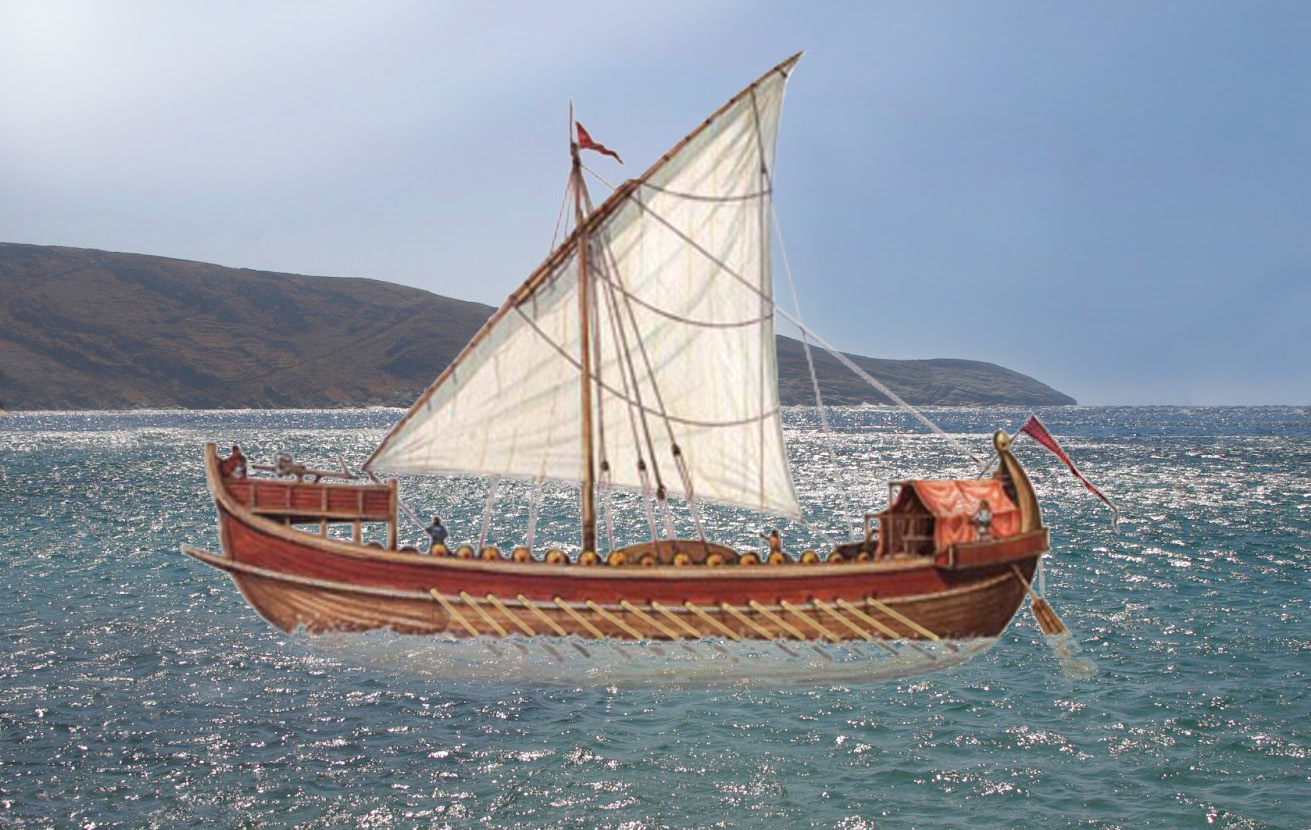
Dromon byzantin à voile latine (d'après les descriptions de l'empereur Léon VI le Sage, IXe siècle).

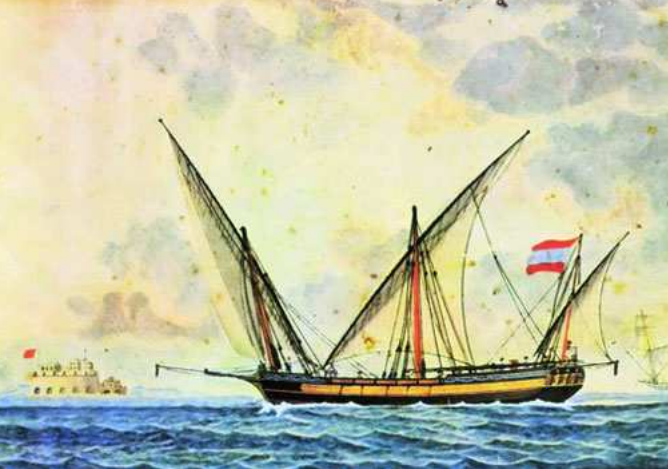
Navire marchand à voiles latines (sous pavillon de la Grèce ottomane, vers 1700).

La documentation iconographique fait remonter l'origine de la voile latine en Méditerranée à un peu plus d'un millénaire.
Elle était utilisée sur les galères sous le nom de voile de mestre ou polacre.
La voile latine dérive peut-être de la voile triangulaire austronésienne, et a pu arriver dans l'océan Indien avec les Austronésiens qui ont peuplé Madagascar. De là, elle aurait été introduite via la route byzantine de l'encens, des épices et des pierres précieuses en Égypte et en Méditerranée, sans doute vers 200 de notre ère. Cette hypothèse est toutefois contredite par le fait que la voile latine n'est attestée dans l'océan Indien qu'au XVIe siècle, après l'arrivée des caravelles portugaises équipées de voiles latines.
Pour Auguste Toussaint, ce sont les Arabes qui ont introduit la voile triangulaire en Méditerranée dans sa forme originelle à savoir "une voile aurique de forme trapézoïdale dont une base est parfois si petite que de loin la forme peut paraître triangulaire". Il poursuit en précisant qu'avant cette introduction "les Européens ne connaissaient que la voile carrée, d'un rendement aérodynamique inférieur (...) [à l'instar] des Egyptiens et des Phéniciens." Dans cet ouvrage, l'archiviste et historien analyse les origines des rapports des pays musulmans avec la côte orientale de l'Afrique à partir du VIe siècle avec la révolte des habitants d'Oman contre le calife Abdul Malik qui obligea les vaincus à s'installer sur les côtes de Bénadir jusqu'à la colonisation arabe dans la zone de l'Afrique orientale comme en Tanzanie, Zanzibar et les Comores dès le Xe siècle par le fait de Sultan Ali ibn al-Hassan Shirazi.
Pour Jean Poujade, les Arabes n'auraient pas inventé ce genre de voile - qui serait né dans la région de l'Inde occidentale - mais l'auraient seulement perfectionné". Pour étayer ses affirmations, il s'appuie sur l'existence de sculptures de bateaux indiens à voiles auriques sur le temple de Borobudur qui date du IXe siècle.